# Reto Bucher
Reto Bucher (* 30. září 1982) je bývalý švýcarský zápasník – klasik.

## Sportovní kariéra
Zápasení se věnoval od 7 let v malé obci Aristau u města Muri v klubu RS Freiamt. Připravoval se pod vedením původem ukrajinského trenéra Andreje Malceva, který žil trvale ve Švýcarsku. Malcev mu od roku 2004 organizačně zajišťoval několikaměsíční přípravu na vrcholové akce s ukrajinským národním týmem klasiků v Záporoží a na Jaltě.
V březnu 2004 se na olympijském kvalifikačním turnaji v Taškentu kvalifikoval třetím místem na olympijské hry v Athénách ve váze do 74 kg. V úvodním kole skupiny zaskočil těsným vítězství 3:2 na technické body favorizovaného Bělorusa Alexandra Kikiňova a po vítězstvím 6:2 na technické body nad neznámým Číňanem Sajndžá si zajistil postup z prvního místa do čtvrtfinále proti Danilu Chalimovi z Kazachstánu. Chalimova porazil 3:0 na technické body a zajistil si senzační postup do bojů o olympijské medaile. V semifinále prohrál s Finem Marko Yli-Hannukselou 0:3 na technické body. Následný souboj o třetí místo proti Rusu Varteresi Samurageševovi psychicky neustál. Od úvodu byl za svým soupeřem o krok pozadu a po minutě prohrál na technickou převahu – 0:10 na technické body. Obsadil nečekané 4. místo.
Od roku 2005 patřil nadále mezi světovou špičku ve váze do 74 kg. V roce 2008 však nezvládl náročnou olympijskou kvalifikaci a na olympijských hrách v Pekingu chyběl. Sportovní kariéru ukončil v roce 2009 po zranění pravého kolene.

### Výsledky
| Olympijské hry     |     |     |     | 4.  |     |     |     |  |  |  |  |  |  |  |  |  |  |  |  |  |
| Mistrovství světa  | —   | —   | úč. |     | 5.  | úč. | úč. |  |  |  |  |  |  |  |  |  |  |  |  |  |
| Mistrovství Evropy | —   | —   | úč. | úč. | úč. | 7.  | 2.  |  |  |  |  |  |  |  |  |  |  |  |  |  |
| MS juniorů         | úč. |     |     |     |     |     |     |  |  |  |  |  |  |  |  |  |  |  |  |  |
| ME juniorů         |     | úč. |     |     |     |     |     |  |  |  |  |  |  |  |  |  |  |  |  |  |

### Olympijské hry a mistrovství světa
| Olympijské hry a mistrovství světa                 | Olympijské hry a mistrovství světa                | Olympijské hry a mistrovství světa                | Olympijské hry a mistrovství světa                | Olympijské hry a mistrovství světa                | Olympijské hry a mistrovství světa                | Olympijské hry a mistrovství světa                | Olympijské hry a mistrovství světa                | Olympijské hry a mistrovství světa                | Olympijské hry a mistrovství světa                | Olympijské hry a mistrovství světa                |
| Kolo                                               | Výsledek                                          | Bilance                                           | Soupeř                                            | Výsledek                                          | KB                                                | ∑KB                                               | Styl                                              | Datum                                             | Turnaj                                            | Místo                                             |
| 2007 Mistrovství světa do 74 kg v klasickém stylu  | 2007 Mistrovství světa do 74 kg v klasickém stylu | 2007 Mistrovství světa do 74 kg v klasickém stylu | 2007 Mistrovství světa do 74 kg v klasickém stylu | 2007 Mistrovství světa do 74 kg v klasickém stylu | 2007 Mistrovství světa do 74 kg v klasickém stylu | 2007 Mistrovství světa do 74 kg v klasickém stylu | 2007 Mistrovství světa do 74 kg v klasickém stylu | 2007 Mistrovství světa do 74 kg v klasickém stylu | 2007 Mistrovství světa do 74 kg v klasickém stylu | 2007 Mistrovství světa do 74 kg v klasickém stylu |
| -------------------------------------------------- | ------------------------------------------------- | ------------------------------------------------- | ------------------------------------------------- | ------------------------------------------------- | ------------------------------------------------- | ------------------------------------------------- | ------------------------------------------------- | ------------------------------------------------- | ------------------------------------------------- | ------------------------------------------------- |
| 1/64                                               | prohra                                            | 9-7                                               | Konstantin Schneider (GER)                        | 1–2 (0:7, 3*:3, 1:6*)                             | 1                                                 | 1                                                 | Zápas řecko-římský                                | 18. září 2007                                     | Mistrovství světa                                 | Baku, Ázerbájdžán                                 |
| 2006 Mistrovství světa do 74 kg v klasickém stylu  |                                                   |                                                   |                                                   |                                                   |                                                   |                                                   |                                                   |                                                   |                                                   |                                                   |
| 1/16                                               | prohra                                            | 9-6                                               | Mark Madsen (DEN)                                 | 1–2 (2:1, 1:5, 1:9)                               | 1                                                 | 7                                                 | Zápas řecko-římský                                | 26. září 2006                                     | Mistrovství světa                                 | Kanton, Čína                                      |
| 1/32                                               | vítězství                                         | 9-5                                               | Joakim Aardalen (NOR)                             | 2–1 (2:1, 1:2, 4:2)                               | 3                                                 | 6                                                 | Zápas řecko-římský                                | 26. září 2006                                     | Mistrovství světa                                 | Kanton, Čína                                      |
| 1/64                                               | vítězství                                         | 8-5                                               | Mahmut Altay (TUR)                                | 2–0 (2:1, 4:0)                                    | 3                                                 | 3                                                 | Zápas řecko-římský                                | 26. září 2006                                     | Mistrovství světa                                 | Kanton, Čína                                      |
| 2005 Mistrovství světa do 74 kg v klasickém stylu  |                                                   |                                                   |                                                   |                                                   |                                                   |                                                   |                                                   |                                                   |                                                   |                                                   |
| o bronz                                            | prohra                                            | 7-5                                               | Marko Yli-Hannuksela (FIN)                        | 0–2 (1:2, 0:4)                                    | 1                                                 | 16                                                | Zápas řecko-římský                                | 1. říjen 2005                                     | Mistrovství světa                                 | Budapešť, Maďarsko                                |
| semifinále                                         | prohra                                            | 7-4                                               | Mark Madsen (DEN)                                 | pasivita (2:49)                                   | 0                                                 | 15                                                | Zápas řecko-římský                                | 1. říjen 2005                                     | Mistrovství světa                                 | Budapešť, Maďarsko                                |
| čtvrtfinále                                        | vítězství                                         | 7-3                                               | Mahmut Altay (TUR)                                | DQ (6:00)                                         | 5                                                 | 15                                                | Zápas řecko-římský                                | 1. říjen 2005                                     | Mistrovství světa                                 | Budapešť, Maďarsko                                |
| 1/16                                               | vítězství                                         | 6-3                                               | András Horváth (HUN)                              | pasivita (6:00)                                   | 5                                                 | 10                                                | Zápas řecko-římský                                | 1. říjen 2005                                     | Mistrovství světa                                 | Budapešť, Maďarsko                                |
| 1/32                                               | vítězství                                         | 5-3                                               | Cristian Rusu (ROU)                               | pasivita (5:30)                                   | 5                                                 | 0                                                 | Zápas řecko-římský                                | 1. říjen 2005                                     | Mistrovství světa                                 | Budapešť, Maďarsko                                |
| 2004 Olympijské hry do 74 kg v klasickém stylu     |                                                   |                                                   |                                                   |                                                   |                                                   |                                                   |                                                   |                                                   |                                                   |                                                   |
| o bronz                                            | prohra                                            | 4-3                                               | Varteres Samurgašev (RUS)                         | tech. přev. (1:07)                                | 0                                                 | 9                                                 | Zápas řecko-římský                                | 25.–26. srpen 2004                                | Olympijské hry                                    | Athény, Řecko                                     |
| semifinále                                         | prohra                                            | 4-2                                               | Marko Yli-Hannuksela (FIN)                        | tech. body (0:3)                                  | 0                                                 | 9                                                 | Zápas řecko-římský                                | 25.–26. srpen 2004                                | Olympijské hry                                    | Athény, Řecko                                     |
| čtvrtfinále                                        | vítězství                                         | 4-1                                               | Danil Chalimov (KAZ)                              | tech. body (3:0)                                  | 3                                                 | 9                                                 | Zápas řecko-římský                                | 25.–26. srpen 2004                                | Olympijské hry                                    | Athény, Řecko                                     |
| 3. skupina                                         | vítězství                                         | 3-1                                               | Sajndžá (CHN)                                     | tech. body (6:2)                                  | 3                                                 | 6                                                 | Zápas řecko-římský                                | 25.–26. srpen 2004                                | Olympijské hry                                    | Athény, Řecko                                     |
| 3. skupina                                         | vítězství                                         | 2-1                                               | Alexandr Kikiňov (BLR)                            | tech. body (3:2)                                  | 3                                                 | 3                                                 | Zápas řecko-římský                                | 25.–26. srpen 2004                                | Olympijské hry                                    | Athény, Řecko                                     |
| 2003 Mistrovství světa do 120 kg v klasickém stylu |                                                   |                                                   |                                                   |                                                   |                                                   |                                                   |                                                   |                                                   |                                                   |                                                   |
| 10. skupina                                        | vítězství                                         | 1-1                                               | Ranbír Singh (IND)                                | tech. přev. (1:04)                                | 4                                                 | 5                                                 | Zápas řecko-římský                                | 3.–5. říjen 2003                                  | Mistrovství světa                                 | Créteil, Francie                                  |
| 10. skupina                                        | prohra                                            | 0-1                                               | Marko Yli-Hannuksela (FIN)                        | tech. body (1:8)                                  | 1                                                 | 1                                                 | Zápas řecko-římský                                | 3.–5. říjen 2003                                  | Mistrovství světa                                 | Créteil, Francie                                  |